# Seenger Béla
Seenger Béla, születési nevén Seenger Béla Oszkár Ferenc (Pest, 1852. május 17. –‎ Merano, 1905. március 24.) magyar épület- és sírkőszobrász, császári és királyi udvari kőfaragómester.

## Élete

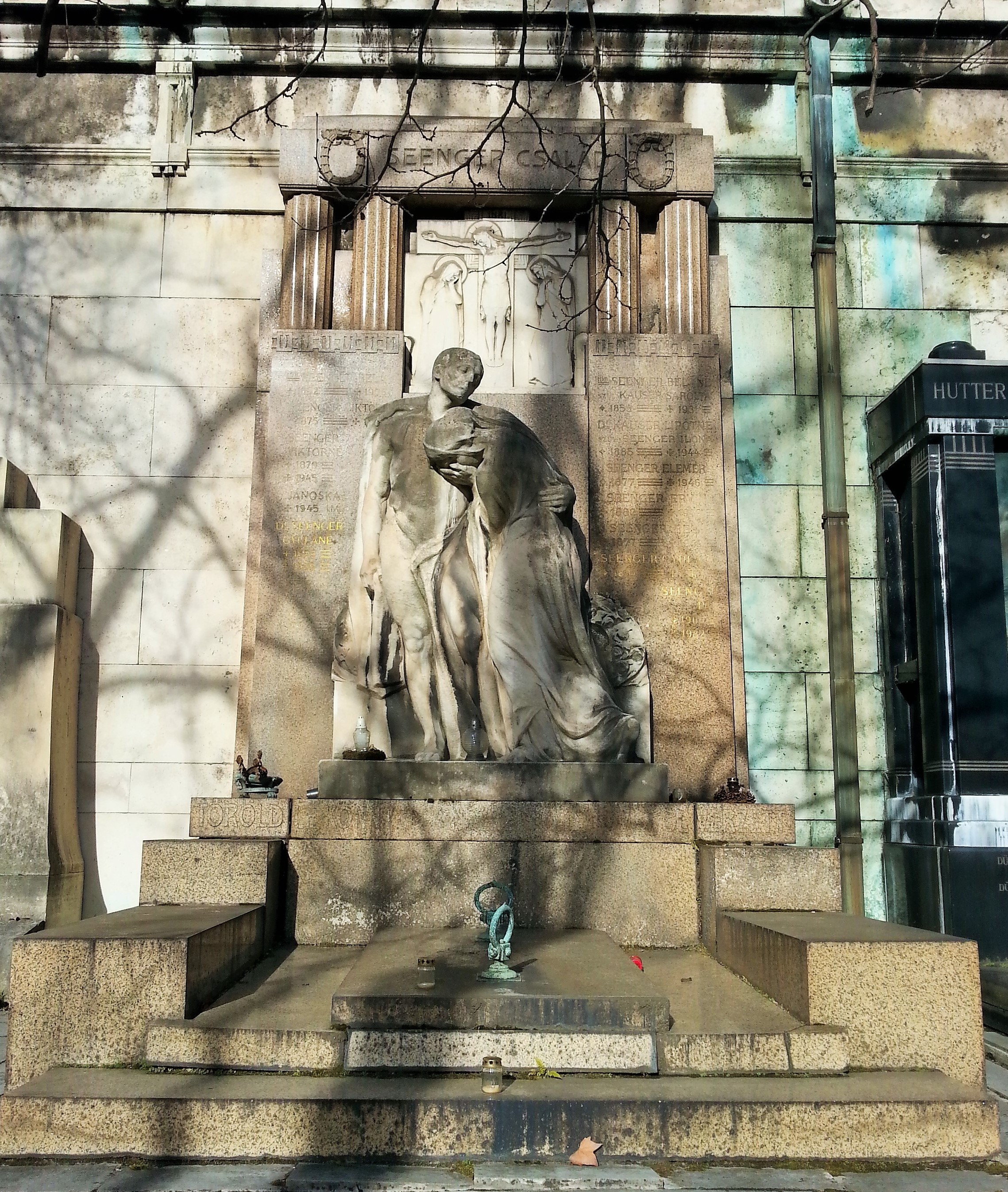
Seenger Béla síremléke

Reáliskolát végzett. 1872-ben vett át apósa, Kauser János kőfaragóüzletét, és azt később egy 600 főt foglalkoztató vállalattá fejlesztette. A nagy, Kis Rókus utcában fekvő gyártelepét 1896-ban létesítette, amely Magyarországon kívül is ismert volt.
Jó kapcsolatot ápolt Thék Endre asztalossal, több munkájukat közösen készítették.
Az Iparegyesület igazgatósági tagja volt. 1885-től folyamatosan fővárosi bizottsági tag, a középítési és kövezési albizottság tagja, a VIII. kerületi iskolaszék alelnöke, az építő- és kőfaragómesterek ipartestületének alelnöke. Munkásságát több kitüntetéssel ismerték el: 
- Szegedi kiállítási érem (1876)[13]
- az Országos Iparegyesület ezüst díszérme (1879)[14]
- Székesfehérvári kiállítási érem (1876)[15]
- Budapesti kiállítási érem (1885)[16]
- Budapesti kiállítási érem (1896)[17]

1903-ban Dalmáciában megvásárolt egy márványbányát, és a kitermelt márványból évente 250 tehervagonnal szállított Budapestre. Magyarországon is több bányát tulajdonolt, így homokkőbányákat (Sóskút), mészkőbányákat (Páty, Piszke), és márványbányákat (Siklós, Gyüd).
Alig 52 éves korában hunyt el 1905-ben. Halálát szívbetegsége okozta, de siettethette fiának egy évvel korábbi öngyilkossági kísérlete is. Meránban hunyt el, testét hazahozták, és a Fiumei úti sírkertben helyezték örök nyugalomra (jobb árkádsor, N/A, N/A, 53/54). Temetését Bundala János celebrálta, és sok tisztelettevő mellett több közjogi méltóság is részt vettek rajta.
Vállalatát fiai örökölték, de az üzem lassan tönkrement, Seenger Béla emlékét pedig elfeledték.

## Ismert alkotásai
Seenger megmunkált köveit használták fel többek között a Gresham-palota, a Zeneakadémia, a Klotild paloták, és a Budavári Palota épületeinél.
Nagyszámú köztéri szobor is készült a műhelyében.
Seenger Béla harmadik fő működési területe az épületszobrászat mellett a síremlék készítés volt. Igen sok síremlékét lehet beazonosítani, a 
Fiumei úti sírkertben találhatók jegyzéke Tóth Vilmos könyvében olvasható.